# Ajustement (mécanique)
 (juin 2024).
Si vous disposez d'ouvrages ou d'articles de référence ou si vous connaissez des sites web de qualité traitant du thème abordé ici, merci de compléter l'article en donnant les références utiles à sa vérifiabilité et en les liant à la section « Notes et références ».
Pour les articles homonymes, voir Ajustement.

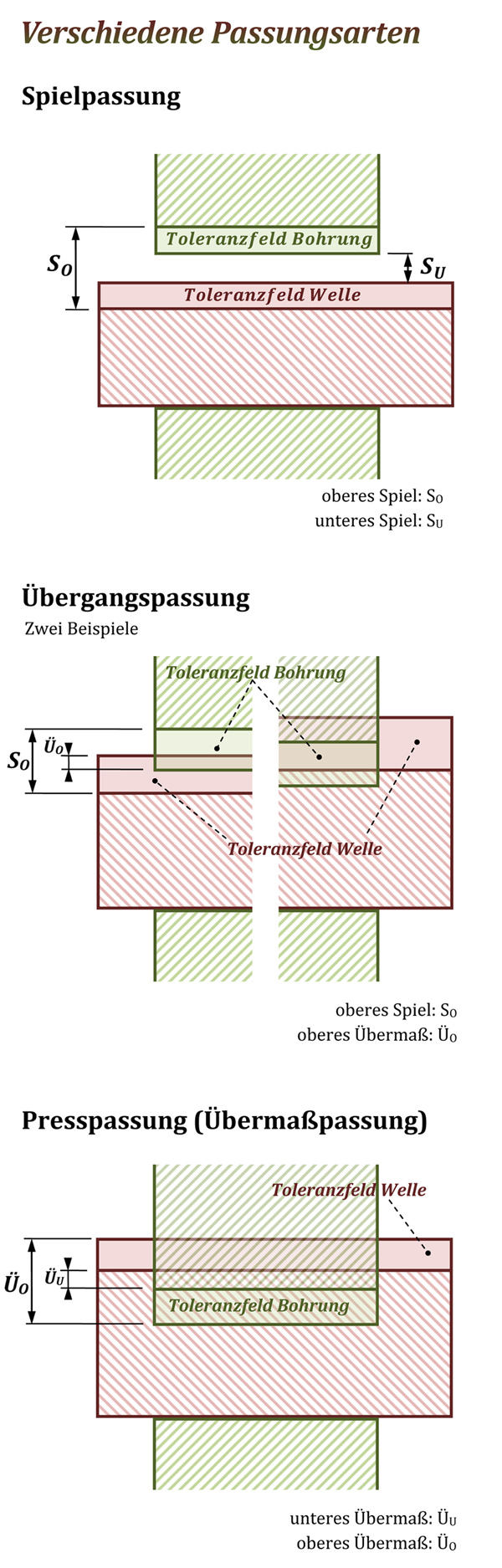
Différents types d'ajustement, avec les zones de tolérance.

En mécanique, un ajustement est l'ensemble des deux cotes de l'assemblage d'une pièce extérieure contenante (alésage) et d'une pièce intérieure contenue (arbre). Les pièces mâle (arbre) et femelle (alésage) ont la même dimension nominale mais des tolérances différentes offrant soit un jeu positif, soit un serrage, soit un jeu incertain.
La précision requise pour chaque type de jeu dépendant des dimensions nominales, il existe plusieurs systèmes de tolérances, dont le système ISO d'ajustements qui se base sur le système ISO (nom de l'organisation internationale de normalisation) de tolérances.
La norme actuelle est l'ISO 286-1 du 15 avril 2010, elle définit la position de la tolérance et sa taille.
On donne une cote nominale, suivi d'une lettre, puis d'un chiffre. 
La cote ou diamètre doit être en mm. La lettre est une majuscule pour un alésage, une minuscule pour un arbre, la lettre définit la position de l'intervalle de tolérance par rapport au nominal. Le chiffre    donne la "qualité" de la tolérance.
- Pour une pièce contenante. Par Exemple: 50 H7, dans le cas d'un diamètre : ø 50 H7.
- Pour une pièce contenue. Par exemple: 50 g6, dans le cas d'un arbre: ø 50 g6.
- Pour un ajustement de deux pièces cylindriques (un arbre dans un alésage). Par exemple :  ø 50 H7 g6.
Grâce aux tableaux contenus dans la norme, on retrouve la position de l'intervalle de tolérance en fonction de la lettre et de la dimension nominale. Et l'intervalle de tolérance se détermine en fonction du chiffre (qualité) et la dimension nominale.

## Ajustements normalisés usuels
| Emploi                                       | Emploi | Emploi | Emploi | Arbre | Alésage | Alésage | Alésage | Alésage | Alésage |
| Emploi                                       | Emploi | Emploi | Emploi | Arbre | H6      | H7      | H8      | H9      | H11     |
| -------------------------------------------- | --- | --- | --- | ----- | ------- | ------- | ------- | ------- | ------- |
| Pièces mobiles l'une par rapport à l'autre   | Pièce dont le fonctionnement nécessite un grand jeu (dilatation, mauvais alignement, portées très longues, etc.) | Pièce dont le fonctionnement nécessite un grand jeu (dilatation, mauvais alignement, portées très longues, etc.) | Pièce dont le fonctionnement nécessite un grand jeu (dilatation, mauvais alignement, portées très longues, etc.)                  | c     |         |         |         | 8       | 14      |
| Pièces mobiles l'une par rapport à l'autre   | Pièce dont le fonctionnement nécessite un grand jeu (dilatation, mauvais alignement, portées très longues, etc.) | Pièce dont le fonctionnement nécessite un grand jeu (dilatation, mauvais alignement, portées très longues, etc.) | Pièce dont le fonctionnement nécessite un grand jeu (dilatation, mauvais alignement, portées très longues, etc.)                  | d     |         |         |         | 5       | 11      |
| Pièces mobiles l'une par rapport à l'autre   | Cas ordinaire des pièces tournant ou glissant dans une bague ou palier (bon graissage assuré)                    | Cas ordinaire des pièces tournant ou glissant dans une bague ou palier (bon graissage assuré)                    | Cas ordinaire des pièces tournant ou glissant dans une bague ou palier (bon graissage assuré)                                     | e     |         | 7       | 8       | 9       |         |
| Pièces mobiles l'une par rapport à l'autre   | Cas ordinaire des pièces tournant ou glissant dans une bague ou palier (bon graissage assuré)                    | Cas ordinaire des pièces tournant ou glissant dans une bague ou palier (bon graissage assuré)                    | Cas ordinaire des pièces tournant ou glissant dans une bague ou palier (bon graissage assuré)                                     | f     | 6       | 6 7     | 7       |         |         |
| Pièces mobiles l'une par rapport à l'autre   | Pièce avec guidage précis pour mouvement de faible amplitude                                                     | Pièce avec guidage précis pour mouvement de faible amplitude                                                     | Pièce avec guidage précis pour mouvement de faible amplitude                                                                      | g     | 5       | 6       |         |         |         |
| Pièces immobiles l'une par rapport à l'autre | Démontage et remontage possible sans détérioration des pièces                                                    | L'ajustement ne peut pas transmettre d'effort                                                                    | Mise en place possible à la main                                                                                                  | h     | 5       | 6       | 7       | 8       |         |
| Pièces immobiles l'une par rapport à l'autre | Démontage et remontage possible sans détérioration des pièces                                                    | L'ajustement ne peut pas transmettre d'effort                                                                    | Mise en place possible à la main                                                                                                  | js    | 5       | 6       |         |         |         |
| Pièces immobiles l'une par rapport à l'autre | Démontage et remontage possible sans détérioration des pièces                                                    | L'ajustement ne peut pas transmettre d'effort                                                                    | Mise en place au maillet | k     | 5       |         |         |         |         |
| Pièces immobiles l'une par rapport à l'autre | Démontage et remontage possible sans détérioration des pièces                                                    | L'ajustement ne peut pas transmettre d'effort                                                                    | Mise en place au maillet | m     |         | 6       |         |         |         |
| Pièces immobiles l'une par rapport à l'autre | Démontage impossible sans détérioration des pièces                                                               | L'ajustement peut transmettre des efforts                                                                        | Mise en place à la presse | p     |         | 6       |         |         |         |
| Pièces immobiles l'une par rapport à l'autre | Démontage impossible sans détérioration des pièces                                                               | L'ajustement peut transmettre des efforts                                                                        | Mise en place à la presse ou par dilatation (vérifier que les contraintes imposées au métal ne dépassent pas la limite élastique) | s     |         |         | 7       |         |         |
| Pièces immobiles l'une par rapport à l'autre | Démontage impossible sans détérioration des pièces                                                               | L'ajustement peut transmettre des efforts                                                                        | Mise en place à la presse ou par dilatation (vérifier que les contraintes imposées au métal ne dépassent pas la limite élastique) | u     |         |         | 7       |         |         |
| Pièces immobiles l'une par rapport à l'autre | Démontage impossible sans détérioration des pièces                                                               | L'ajustement peut transmettre des efforts                                                                        | Mise en place à la presse ou par dilatation (vérifier que les contraintes imposées au métal ne dépassent pas la limite élastique) | x     |         |         | 7       |         |         |
| Pièces immobiles l'une par rapport à l'autre | Démontage impossible sans détérioration des pièces                                                               | L'ajustement peut transmettre des efforts                                                                        | Mise en place à la presse ou par dilatation (vérifier que les contraintes imposées au métal ne dépassent pas la limite élastique) | z     |         |         | 7       |         |         |

### Pièces mobiles entre elles
- Grand jeu :

H11 d11, et parfois H11 c11, H9 d9, H9 c9 ou H9 c8.
- Jeu usuel (pièce tournante ou glissante) :

H8 f7, H8 e8, H9 e9, et parfois H7 e7.
- Jeu précis (mouvement de faible course) :

H7 g6, et parfois H6 g5.

### Pièces immobiles entre elles

#### Démontage impossible ou destructif et avec transmission d'effort
- Avec outil (presse)

H7 p6 ;
- par dilatation (frettage)

s7, H8 u7, H 8.